# Anthonie Ernst Reuther
Anthonie Ernst Reuther ('s-Gravenhage, 16 mei 1819 – 's-Gravenhage, 27 april 1889) was een Nederlands politicus.
Reuther, zoon van generaal-majoor Jan Pieter Reuther, was een conservatieve katholieke officier, die in het kabinet-Van Lynden van Sandenburg minister van Oorlog was en nadien Tweede Kamerlid. Vooral specialist in geschutszaken. Hij loodste het plan voor aanleg van de Stelling van Amsterdam door het parlement. Als Kamerlid werd hij gewaardeerd vanwege zijn rustige optreden. Hij was enkele malen tweede en derde kandidaat voor het voorzitterschap van de Kamer. Hij verscheen, hoewel hij officier was, in de Kamer in burgerkleding.